# 심리 탄성
심리 탄성(心理彈性, resilience)은 크고 작은 다양한 역경과 시련과 실패에 대한 인식을 도약의 발판으로 삼아 더 높이 뛰어 오를 수 있는 마음의 근력을 의미한다. 심리학, 정신의학, 간호학, 교육학, 유아교육, 사회학, 커뮤니케이션학, 경제학 등 다양한 분야에서 연구되며, 극복력, 탄성, 탄력성, 회복력 등으로 번역되기도 한다. 물체마다 탄성이 다르듯이 사람에 따라 시련에 대한 탄성이 다르다. 역경으로 인해 밑바닥까지 떨어졌다가도 강한 회복탄력성으로 되튀어 오르는 사람들은 대부분 원래 있었던 위치보다 더 높은 곳까지 올라갈 수 있다.
지속적인 발전을 이루거나 커다란 성취를 이뤄낸 개인이나 조직은 대부분 실패나 역경을 딛고 일어섰다는 점이 공통적이다. 불행한 사건이나 역경에 대해 의미를 어떻게 부여하고 인식하느냐에 따라 불행해지거나 행복해지는 기로에 서게 된다. 또한 실패나 역경을 딛고 일어났다는 것은 자신에게 처해진 상황을 긍정적으로 받아들이는 습관을 구축하였음을 의미한다. 부정적으로 상황을 인식한다면 감정적 에너지를 소비하게 되는데, 이 에너지를 문제해결에 대한 집중에 사용할 수 있다는 점에서 회복탄력성이 향상된다고 볼 수 있다. 따라서 회복탄력성이란 인생의 바닥에서 치고 올라올 수 있는 힘, 밑바닥까지 떨어져도 꿋꿋하게 되튀어오르는 비인지능력 혹은 마음의 근력을 의미한다고 볼 수 있다.

## 연구 역사[2]

### 해외 연구 역사
Werner(1989)는 ‘resilience’라는 용어를 처음으로 소개하면서 회복탄력성에 대한 연구를 진행했다. 또한 Werner와 Smith(1992)의 Overcoming the odd: high risk children from birth to adulthood는 회복탄력성을 처음으로 소개한 출판된 책이라는 평가를 받고 있다. 이 연구는 하와이의 카우아이 섬에서 1955년에 출생한 505명을 대상으로 35년 동안 이루어졌으며, 유년기의 가난과 유전적 건강 문제를 비롯한 다양한 삶의 역경이 성인기에 미치는 영향과 성공적 성인이 되는 데 필요한 보호적 요소들을 분석했다. Werner와 Smith(1992)는 505명 중 72명에게 회복탄력성이 있다고 보았으며, 그들이 지니고 있었던 요인을 “기질적 특성 (temperamental characteristics)”과 “양육 환경 (caregiving environments)”으로 구분했다. 이들의 연구는 회복탄력성이 선천적이면서 동시에 양육 환경에 의해서 후천적으로 개발 될수있는특성임을시사하고있다.
이후 신경과학 분야의 발달과 함께 Werner와 Smith(1992)가 제시하는 양육 환경 외에도 개인의 노력에 따라 회복탄력성의 개발이 가능하다고 주장하는 연구들이 생겨났다. 특히 신경과학과 스트레스를 연구 하는 HeartMath Institute(이하 HeartMath) 에서는 회복탄력성을 기르기 위한 다양한 기술들을 제시하고 있다(Childre, Martin, 1999). Reivich와 Shatté(2002)도 인지치료를 바탕으로 회복탄력성을 향상시키기 위한 7가지 기술을 제시하고 있다. 

### 국내 연구 역사
우리나라에서 회복탄력성에 대한 연구는 2014년 이후에 본격화되었다고 할 수 있다. RISS(2020)에서 ‘회복탄력성’을 검색키워드로 했을 때 발행연도를 보면, 2010년까지는 10개 미만의 논문이 검색되며, 2011년에서 2013년까지는 50개 미만의 논문이 검색되고, 2014년 이후부터는 매해 100개 이상의 논문들이 검색되고 있다. ‘주제분류’에서는 사회과학에서 194개로 제일 많았고, 기술과학이 54개로 다음으로 많았다. ‘학술지명’에서는 100개의 학회지에서 회복탄력성 관련 논문이 게재되었으며, 학습자중심교과교육연구가 52개로 제일 많았고, 예술인문사회융합멀티미디어 논문지, 인문사회21, 한국산학기술학회 논문지가 각각 31개로 다음으로 많았다. ‘국내학술논문’에 한정된 것이기는 하지만, 이러한 사실을 통해 우리나라에서 이루어진 회복탄력성 연구의 추이를 확인할 수 있다. 
회복탄력성에 대한 관심과 함께 회복 탄력성을 어떻게 측정할 것인가에 대한 연구 역시 동시에 증가하고 있다. RISS(2020)에서 ‘회복탄력성 측정’을 검색키워드로 했을 때, 2014년 이후 관련된 논문이 10개 이상 검색되었으며, 2019년이 41개로 가장 많은 분포를 보였다. ‘주제분류’에서는 사회과학이 30개로 가장 많았고, 기술과학이 10개로 다음으로 많았다. ‘학술지명’에서 역시 학습 자중심교과교육연구가 9개로 제일 많았고, 예술인문사회융합멀티미디어논문지가 8개로 다음으로 많았다.

## 측정도구

### 회복탄력성 지수 KRQ-53 (Korean resilience quotient)
모두 53개 문항으로 구성된 회복탄력성 지수는 스스로의 감정과 충동을 잘 통제할 수 있는 자기조절력, 주변사람과 건강한 인간관계를 맺을 수 있는 대인관계력, 긍정적 정서를 유발하는 습관인 긍정성이라는 3가지 요소로 이루어져있는데,
이는 각각 3가지 하위요소를 지녀 모두 9가지 요소로 구성된다.

자기조절력 = 감정조절력 + 충동통제력 + 원인분석력

대인관계력 = 소통능력+ 공감능력 + 자아확장력

긍정성 = 자아낙관성 + 생활만족도 + 감사하기

회복탄력성 지수 KRQ-53은 통계 결과가 공개되어 있지 않다.

### 청소년 회복탄력성 지수
신우열, 김민규, 김주환에 의해 개발되었으며 및 타당도가 검증되었다.
요인구조는 KRQ-53과 일치하나 문항은 27개로 축소되었으며, 확인적 요인분석을 실시한다.

### CRI 회복탄력성검사
CRI(Clinical Resilience Inventory)는 회복탄력성요인과 임상요인을 함께 측정한다. 회복탄력성요인에는 "인내력, 결정력, 통제력, 감사력, 관계력, 지지력"이 있으며, 임상요인에는 "무망감, 우울감, 자살사고"가 있다.
탐색적 요인분석과 확인적 요인분석을 실시한다. 상관분석 결과, 회복탄력성요인 간, 그리고 임상요인 간에는 정적 상관이 있었으며, 회복탄력성요인과 임상요임 간에는 부적 상관이 나타났다. 임상요인과 부적 상관이 가장 큰 회복탄력성요인은 감사력이고, 두 번째는 결정력이다.

## 같이 보기
- 외상후 스트레스 장애(PTSD)
- 외상 후 성장(PTG)
- 스트레스 관리
- 유스트레스 - 긍정적 스트레스(positive stress)
- 디스트레스(영어판) - 부정적 스트레스(negative stress)
- 한스 셀리에 - 스트레스 이론 창시 학자
- 일과 삶의 균형(en:Work–life balance, WLB)
- 삶의 질(QOL)
- 학습